# Pteraster uragensis
Pteraster uragensis är en sjöstjärneart som beskrevs av Hayashi 1940. Pteraster uragensis ingår i släktet Pteraster och familjen knubbsjöstjärnor. Inga underarter finns listade i Catalogue of Life.